# 禪杖
禪杖本是佛教僧侶在坐禪時警醒戒瞌睡的道具，現在用來泛指僧人用杖。最早釋迦牟尼在教導弟子坐禪時，用沒有把柄的盆向打瞌睡的弟子澆水；盆很容易從手中滑落，打在人頭上很痛。佛便改在盆上加柄，進而改敲瞌睡者的腦殼。敲頭專用一根短棍，因為頭尖，用完放在地上又怕有聲響，便把兩頭包裹起來。使用者用時「應有敬心」，「以兩手捉杖戴頂上」。至於此棍的材質，多為竹、葦，長八肘，由下座（剃度不久，出家1-9年的新弟子）執行。實際在漢傳佛教的寺院，用警策棒的更多。
文學作品多有使用鐵打禪杖作為兵器者，如《水滸傳》中之魯智深。其實它們更近似月牙鏟。另外舉行法事時法師多持錫杖，很容易與禪杖混淆。